# Мурованая
Мурованая (укр. Мурована) — село, относится к Подольскому району Одесской области Украины.
Население по переписи 2001 года составляло 455 человек. Почтовый индекс — 66341. Телефонный код — 4862. Занимает площадь 1,48 км². Код КОАТУУ — 5122984602.

## История
В 1945 г. Указом ПВС УССР село Феликсово Первое переименовано в Мурованая.

## Местный совет
66340, Одесская обл., Подольский район, с. Любомирка